# Operationszone Adriatisches Küstenland
Operationszone Adriatisches Küstenland (OAK, "Operatiezone Adriatisch kustland") was een militair operatiegebied van de Wehrmacht tijdens de Tweede Wereldoorlog. Het werd op 10 september 1943 gevormd uit bezette Italiaanse gebieden langs de noordkust van de Adriatische Zee, waaronder gebieden in Italië, Slovenië en Kroatië. De hoofdstad was Triëst.
Na de wapenstilstand van 8 september 1943 van het kabinet-Badoglio werden de gebieden tijdens operatie Fall Achse bezet en onder Duits militair bestuur geplaatst. Het in bezit nemen van de havensteden aan de Adriatische Zee was voorzien in de richtlijnen van Generalfeldmarschall Keitel van 30 augustus 1943.

## Gebied en bestuursapparaat
Operationszone Adriatisches Küstenland bestond uit de provincies Udine, Gorizia, Triëst, Pula (Italiaans: Pola), Rijeka (Italiaans en Hongaars: Fiume). Evenals enkele door Italië voorheen bestuurde gebieden van Joegoslavië, de provincies Laibach, Susak en Bakar.
Op 1 oktober 1943 werd Friedrich Rainer de Reichsstatthalter (Rijksstadhouder) van Karinthië en Chef der Zivilverwaltung van de bezette gebieden Karinthië en Krain tot Oberster Kommissar benoemd. 
Rainer kreeg de opdracht om de operatiezone te "de-Italianiseren". De namen van plaatsen, straten en instellingen werden verduitst, Italiaanse scholen en banken werden gesloten. Deze maatregelen, die ook doorgevoerd werden in Operationszone Alpenvorland, werden door de regering van Salò gezien als een duidelijke voornemen van Duitsland om deze gebieden te annexeren.
Uit het gebied rond de stad Sušak en het eiland Krk werd het Commissariat Suschak-Krk (Italiaans: Commissariato straordinario per i territori di Sušak-Krk) gevormd. Het commissariaat was ondergeschikt aan de Kroatische vice-prefect van de provincie Fiume. Het was een soort bufferzone tussen RSI/OZAK en NDH. De maatregelen, bijvoorbeeld met betrekking tot Italiaans schoolonderwijs, wijzen op een geplande terugkeer naar Kroatië.
De Militärbefehlshaber. (vrije vertaling: militair bevelhebber) van de operatiezone was sinds 10 oktober 1943 de General der Gebirgstruppe Ludwig Kübler. Vanwege de talrijke Italiaanse, Sloveense en Kroatische partizanen werden er sterke strijdmacht gestationeerd, en het gebied werd uiteindelijk in december 1943 uitgeroepen tot "Bandenkampfgebiet".
De HSSPF Odilo Globočnik met zijn kantoor in Triëst had het Sonderabteilung Einsatz R onder zijn commando. Overeenkomstig aan Aktion Reinhard had deze Sonderabteilung de taak om Joden te deporteren en uit te roeien, en om Joodse eigendommen te confisqueren. Verdere bestonden de taken uit het vervolgen van politieke tegenstanders, en in toenemende mate de strijd tegen partizanen. In het concentratiekamp Risiera di San Sabba bij Triëst, werden tot 5000 Joodse gevangen en partizanen vermoord, of ze werden gedeporteerd naar Auschwitz, Dachau of Mauthausen.
De provincie Ljubljana kreeg op 20 september een Sloveens provinciaal bestuur onder leiding van generaal Leon Rupnik. De HSSPF "Alpenland" Erwin Rösener werd benoemd tot adviseur van de president. Het provinciale bestuur zette een eigen reguliere en politieke politie op, die samenwerkte met de Gestapo in Ljubljana.
Sinds de Italiaanse wapenstilstand werd in het zuiden van Slovenië geregeerd door een sterke partizanenbeweging. In september 1943 werd om de partizanen te bestrijden, werd het Sloveense Domobranci gevormd. Het had een sterkte van 13.000 manschappen, en was ondergeschikt aan de SS. De leiding van de Domobranci was anti-communistisch. In Opper-Krain werd de Oberkrainer Selbstschutzbund opgericht, die direct ondergeschikt was aan de districtskantoren van de Gestapo.
In het Slowaakse deel van Julisch Venetië ontstond het Slovenski narodno varnostni zbor  (vrije vertaling: Sloveens Nationale Veiligheidskorps), dat aan de HSSPF in Triest ondergeschikt gesteld was. Vanaf de herfst van 1944 kwamen er andere gewapende eenheden uit andere delen van Joegoslavië op de vlucht voor het Rode Leger naar Venezia Giulia, waaronder Četniks uit Dalmatië, Lika en Bosnië. Deze troepen dienden allemaal als bezettingstroepen.
Er is weinig bekend over het lot van deze eenheden die samenwerkten met de Duitse bezetter. Ongeveer 10.500 leden vluchtten tegen het einde van de oorlog naar Karinthië en werden door het Britse leger overgedragen aan de Joegoslavische autoriteiten. Ongeveer 7.000 zouden zijn geëxecuteerd door de Joegoslavische geheime politie OZNA, anderen werden veroordeeld tot gevangenisstraffen en werden vrijgelaten na de amnestie in augustus 1945.

## LXXXXVII. Armee-Korps z. b. V. (97e Legerkorps z.b.V.)

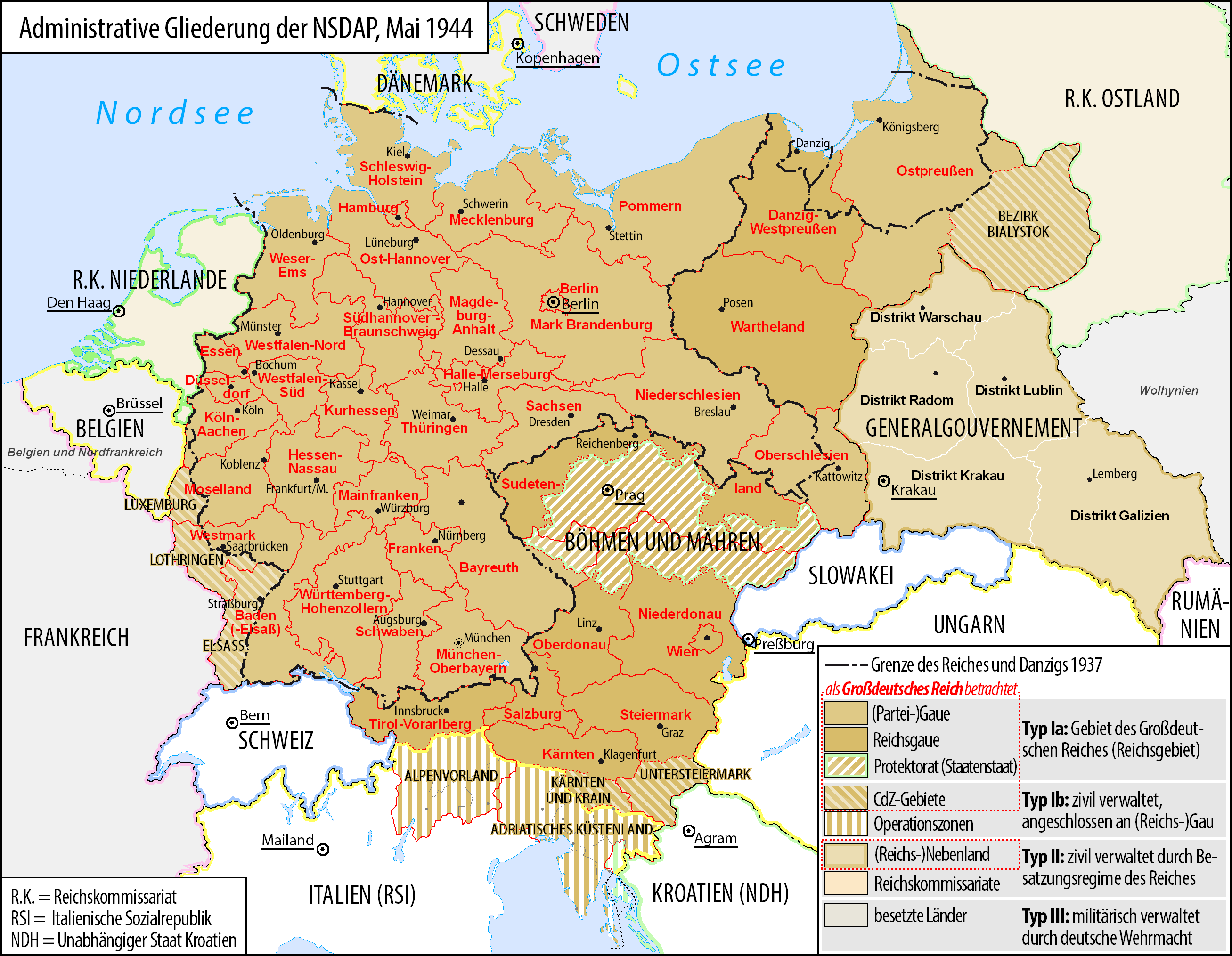
Structuur van het Groot-Duitse Rijk (1944): het Adriatische kustland in het uiterste zuiden

Op 28 september 1944 werd om politieke redenen het Operationszone Adriatisches Küstenland uitgeroepen tot operatiegebied van een legerkorps. Het operatiegebied strekte zich uit van de Tagliamento tot aan Sušak en Rijeka. Het korps moest de noordoostelijke Adriatische kust tegen een geallieerde invasie beveiligen. Het radiocommunicatie in Istrië, en aan de Sloveense kust bewaken en de Tito-partizanen bestrijden.
Tot 25 april 1945 behoorde het legerkorps tot de Heeresgruppe C  (Legergroep C) onder de Generalfeldmarschall Albert Kesselring, daarna onder de Heeresgruppe E  (Legergroep E) geleid door de Generaloberst Alexander Löhr. Het moest de opmars van Tito's 4e leger naar Triëst en Ljubljana stoppen. Toen het korps bij Rijeka ingesloten werd, zou de 392e (Kroatische) Infanteriedivisie moeten helpen; maar het was al te verzwakt.

### Ondergeschikt gestelde eenheden
In april 1945 bestond het korps uit 88.000 manschappen.
Divisies
188e Bergdivisie
237e Infanteriedivisie
710e Infanteriedivisie
Bondgenoten
Servisch Vrijwilligerskorps
Četniks
Domobranci
Italiaanse fascisten
Kozakken
Legertroepen
Spoorwegartillerie
Kustartillerie (Leger)
Genie
Korpstroepen
Artillerie commandant 497
Korps verbindingsafdeling 497 (4 compagnieën)
Commando
Bevelvoerend-generaal Ludwig Kübler
Stafchef Heinrich Johann Bußmann